# Mecânico de manutenção de aeronaves
O mecânico de manutenção de aeronaves é uma pessoa que possui um certificado de mecânico de manutenção de aviões, helicópteros, planadores ou outras aeronaves. Este mecânico pode executar ou supervisionar tarefas de manutenção em aeronaves, tais como reparos, modificações, recondicionamento e manutenção preventiva.
No caso brasileiro, o certificado é emitido pela Agência Nacional de Aviação Civil.
Inicialmente todo candidato a mecânico deve satisfazer os seguintes requisitos (RBHA 65.75) :
(1) Ter idade mínima de 18 (dezoito) anos;
(2) Ter concluído o nível médio (antigo 2º. grau), com certificado reconhecido pelo MEC ou Secretaria de Educação e Cultura;
(3) Ter concluído com aproveitamento um curso de formação em uma entidade homologada pela ANAC/SEP; e
(4) Obter aprovação nos exames teóricos específicos da ANAC.
Para obter informações sobre endereços e contatos de escolas homologadas consulte o site da ANAC na seguinte página : http://www2.anac.gov.br/educator/Index2.aspx.
Após ter sido aprovado nos exames da escola homologada e no exame de conhecimento teórico da ANAC,  o agora “Auxiliar de Mecânico” recebe o CCT (Certificado de Conhecimento Teórico) e deverá trabalhar com manutenção de aeronaves em empresa homologada pela ANAC por 18 meses com carteira de trabalho assinada para obter sua licença definitiva, ou seja, o CHT (Certificado de Habilitação Técnica). A partir deste momento, o mecânico está autorizado a assinar documentos relativos aos serviços executados em aeronaves, tais como, ordens de serviço e fichas de inspeção.
A validade do CHT é de cinco anos e, ao término deste prazo, o profissional é submetido a teste de conhecimento prático, pela autoridade aeronáutica, para revalidação de sua licença.
Quatro anos após a emissão do primeiro CHT, após ter efetuado cursos de familiarização de produtos aeronáuticos e após ter sido submetido a parecer favorável do responsável técnico, o mecânico poderá se qualificar como inspetor designado pela empresa onde trabalha.
Nossa legislação aeronáutica divide a licença de mecânico em três grupos (fonte ANAC em : http://www.anac.gov.br/habilitacao/mecanico1.asp) :
GMP (Grupo motopropulsor) - Com esta especialidade você estará habilitado a trabalhar com todos os tipos de motores de aviação geral (convencional ou a reação), todos os sistemas de hélices e rotores, e com todos os sistemas dos grupos moto-propulsores.
CEL (Célula) - Esta é a especialidade que trabalha com todos os sistemas de pressurização, ar condicionado, pneumático, sistemas hidráulicos. Também é nesta habilitação que você vai poder trabalhar na estrutura de aviões e helicópteros em geral, ou seja, a conhecida fuselagem da aeronave.
AVI (Aviônicos) - Esta habilitação permite que você trabalhe em todos os componentes elétricos e eletrônicos de aeronave, inclusive instrumentos de navegação, rádio-navegação e rádio-comunicação, sistemas elétricos e de radar.
Esta divisão baseia-se nos regulamentos europeus já que nos Estados Unidos existem apenas dois Grupos : Powerplant (Grupo Motopropulsor) e Airframe (Célula), o Grupo Aviônicos já está incorporado nestes dois grupos. Esta divisão em grupos foi assim organizada para que o aluno pudesse começar a trabalhar o mais rápido possível após finalizar os estudos no primeiro grupo.